# Luc Luycx
Luc Luycx (Aalst, 11 aprile 1958) è un medaglista belga.
Ingegnere informatico, è noto per aver disegnato tramite CorelDRAW il rovescio delle monete euro. Vive a Dendermonde in Belgio e ha lavorato per la zecca belga per oltre 15 anni.
Disegnò le monete nel 1996, dopo aver vinto un concorso pubblico. La sua firma è visibile su tutte le monete come due lettere "L" connesse assieme (LL). Sulla faccia comune delle monete da 2 euro e da 1 euro la firma è visibile sotto la "O" della parola euro.